# Rejon Koczkor
Rejon Koczkor (kirg. Кочкор району; ros. Кочкорский район) – rejon w Kirgistanie w obwodzie naryńskim. W 2009 roku liczył 58 267 mieszkańców (z czego 50,9% stanowili mężczyźni) i obejmował 11 846 gospodarstw domowych. Siedzibą administracyjną rejonu jest Koczkor.